# West Coast Express
West Coast Express je příměstská železniční trať s délkou 68 kilometrů v kanadské provincii Britská Kolumbie.
Od 1. listopadu 1995 spojuje Vancouver s jeho východně ležícími předměstí Port Moody, Coquitlam, Port Coquitlam, Pitt Meadows, Maple Ridge a Mission. Na konečné stanici – nádraží Waterfront v centru Vancouveru mohou cestující přestoupit na podzemní dráhu SkyTrain, trajekt SeaBus nebo několik autobusových linek. Přepravu provozuje firma TransLink, dopravní společnost Greater Vancouver Regional District.
Na trati je v současnosti pouze v pracovních dnech provozováno deset vlaků denně, během ranní špičky od 5:27 po třiceti minutách do 7:27 jede pět souprav směrem do Vancouveru, během špičky odpolední jedou vlaky od 15:50 do 18:20 obráceným směrem do Mission. Jízdní doba je přibližně 73 minut. Každá souprava je tvořena dieselovou lokomotivou typu EMD F59PHI firmy General Motors a čtyřmi až devíti patrovými vagóny, vyrobenými společností Bombardier. Každý z vagónů má 146 míst pro sedící, celkem pojme maximálně 390 cestujících. Lokomotivy a vozy, kterých má West Coast Express k dispozici 37, udržuje společnost VIA Rail, trať firma Canadian Pacific Railway.

## Trať

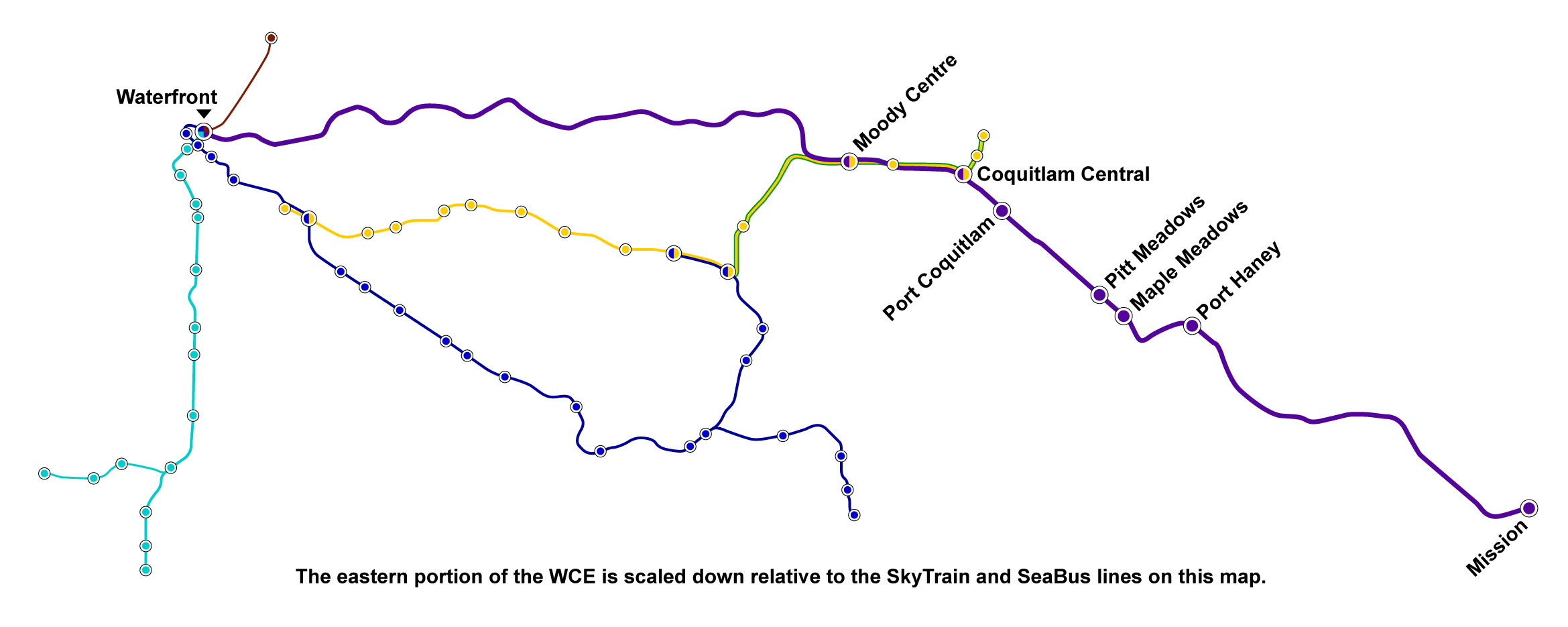
Mapa tratí
SkyTrain (Canada Line)

## Zajímavost
Společnost provozuje i autobus pro 47 cestujících, nazývaný „TrainBus“, který odjíždí z Mission ráno v 7:30 a večer od Watefront station v 19:20, doba jízdy je však okolo dvou hodin. TrainBus staví pouze u stanic West Coast Express.